# Gunvor Gillnäs

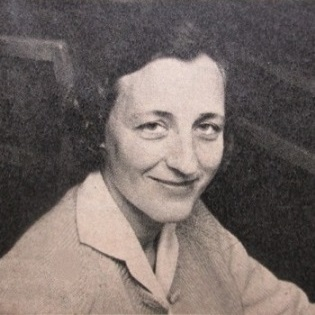
Gunvor Gillnäs.

Gunvor Elisabet Gillnäs, född Carlson 17 september 1924 i Helsingfors, död 24 april 1980 i Överluleå församling, Boden, Norrbotten, var en svensk läkare.
Efter studentexamen i Helsingfors 1942 blev Gillnäs medicine kandidat 1946 och medicine licentiat vid Karolinska institutet i Stockholm 1953. Hon var vikarierande underläkare vid medicinska kliniken och reumatologiska avdelningen på Karolinska sjukhuset 1954–1958, andre underläkare vid reumatologiska kliniken 1955–1956, vikarierande underläkare vid medicinska kliniken och barnkliniken på Hudiksvalls lasarett 1959, var underläkare vid medicinska kliniken på Bodens lasarett 1960–1962 och praktiserande läkare (invärtes medicin och kardiologi) i Söderhamn från 1963. Hon tjänstgjorde även som läkare vid barnavårdscentralen och barnavårdsnämnden. Hon var flygläkare vid Hälsinge flygflottilj 1968–1972 som efterträdare till Björn Håkansson och Sveriges första kvinnliga flygläkare. Hon flyttade därefter till Boden, där hennes make Torsten Gillnäs blivit överläkare.